# Canton de l'Aigle
Le canton de l'Aigle est  un canton français situé dans le département de l'Orne et la région Normandie.

## Histoire
- 10 septembre 1926 : l'arrondissement de Mortagne-au-Perche est supprimé à la suite du décret Poincaré. Le canton de Laigle est transféré à l'arrondissement d'Alençon.
- 1er juin 1942 : l'arrondissement de Mortagne-au-Perche est rétabli et le canton de Laigle y est de nouveau rattaché.

Le canton disparaît en 1982 à la suite de la création des cantons de L'Aigle-Ouest et de L'Aigle-Est.
Un nouveau découpage territorial de l'Orne entre en vigueur à l'occasion des élections départementales de 2015. Il est défini par le décret du 25 février 2014, en application des lois du 17 mai 2013 (loi organique 2013-402 et loi 2013-403). Les conseillers départementaux sont, à compter de ces élections, élus au scrutin majoritaire binominal mixte. Les électeurs de chaque canton élisent au Conseil départemental, nouvelle appellation du Conseil général, deux membres de sexe différent, qui se présentent en binôme de candidats. Les conseillers départementaux sont élus pour 6 ans au scrutin binominal majoritaire à deux tours, l'accès au second tour nécessitant 12,5 % des inscrits au 1er tour. En outre la totalité des conseillers départementaux est renouvelée. Ce nouveau mode de scrutin nécessite un redécoupage des cantons dont le nombre est divisé par deux avec arrondi à l'unité impaire supérieure si ce nombre n'est pas entier impair, assorti de conditions de seuils minimaux. Dans l'Orne, le nombre de cantons passe ainsi de 40 à 21.
Le nouveau canton de l'Aigle est formé de communes des anciens cantons de L'Aigle-Ouest (une partie de L'Aigle) et de L'Aigle-Est (six communes et l'autre partie de L'Aigle). Il est entièrement inclus dans l'arrondissement de Mortagne-au-Perche. Le bureau centralisateur est situé à L'Aigle.

## Représentation

### Conseillers d'arrondissement (de 1833 à 1940)
| Période                                  | Période      | Identité                    | Étiquette   | Qualité |
| ---------------------------------------- | ------------ | --------------------------- | ----------- | --- |
| 1833                                     | 1842         | M. Bourget                  |             | Commis de roulage, Laigle                                                                                   |
| 1842                                     |              | Pierre Antoine Desmousseaux |             | Notaire à Laigle                                                                                            |
|                                          |              |                             |             | |
| 1868                                     |              | Jean Désiré Alfred Beautier |             | Notaire à Laigle                                                                                            |
|                                          |              |                             |             | |
|                                          | 1893 (décès) | Adolphe Noché (1823-1893)   |             | Maire de Laigle (1878-1883 et 1884-1890)                                                                    |
| 1893                                     | 1895         | Pierre Chabaud (1854-1923)  | Républicain | Industriel, adjoint au maire de Laigle                                                                      |
|                                          |              |                             |             | |
| 1901                                     |              | Paul Bohin (1851-1920)      |             | Industriel à Saint-Sulpice-sur-Risle                                                                        |
|                                          |              |                             |             | |
| 1919                                     | 1923         | René Vivien                 |             | Agriculteur à Laigle                                                                                        |
|                                          |              |                             |             | |
| 1925                                     | 1940         | Léon Bénard                 | Droite      | Premier adjoint au maire de Fel                                                                             |
| 1940                                     |              |                             |             | Les conseils d'arrondissement ont été suspendus par la loi du 12 octobre 1940 et n'ont jamais été réactivés |
| Les données manquantes sont à compléter. |              |                             |             | |

### Conseillers généraux de 1833 à 1982
| Période | Période      | Identité                                      | Étiquette       | Qualité |
| ------- | ------------ | --------------------------------------------- | --------------- | --- |
| 1833    | 1849 (décès) | Paul Amand Jacques Rossignol aîné (1776-1849) |                 | Négociant (fabricant d'épingles, de fil et d'aiguilles), maire de Laigle (1830-1832, 1834-1841)                                                                                          |
| 1850    | 1852         | Pierre François Auguste Rousselet             |                 | Avocat, conseiller municipal de Laigle |
| 1852    | 1864         | Auguste Benjamin Marchand                     |                 | Propriétaire, maire de Laigle |
| 1864    | 1871         | Amédée Beau                                   | Centre          | Notaire à Paris, maire de Tubœuf, député (1871-1876) |
| 1871    | 1873 (décès) | Jacques-Alphonse Lebas (1811-1873)            |                 | Manufacturier à Laigle |
| 1873    | 1892         | Auguste Lherminier                            | Républicain     | Manufacturier, conseiller municipal de Laigle |
| 1892    | 1914 (décès) | Charles-Edmond Clouet                         | Républicain     | Propriétaire, maire de Laigle (1890-1896 et 1904-1912) |
| 1914    | 1919         | siège vacant                                  |                 | |
| 1919    | 1923 (décès) | Eugène Lherminier                             | Républicain     | Maire de Laigle (1919-1923) |
| 1923    | 1940         | René Vivien (1880-1946)                       | RG              | Agriculteur, maire de Laigle (1923-1942), conseiller d'arrondissement, nommé membre de la Commission administrative départementale en 1941                                               |
|         |              |                                               |                 | |
| 1943    | 1945         | André Coret                                   |                 | Directeur de la société Électro-métallurgie à Rai, président du groupement patronal interprofessionnel de l'Orne, conseiller municipal de Laigle, nommé conseiller départemental en 1943 |
|         |              |                                               |                 | |
| 1945    | 1964         | Ernest Voyer                                  | UDSR puis UNR   | Ingénieur retraité, maire de L'Aigle (1944-1965), député (1945-1946 et 1962-1967) |
| 1964    | 1982         | Roland Boudet                                 | CD puis UDF-CDS | Imprimeur, député (1958-1962 et 1967-1978), maire de L'Aigle (1965-1989) |

### Conseillers départementaux depuis 2015
| Période élective | Période élective | Mandat | Mandat   | Identité            | Nuance | Nuance | Qualité |
| ---------------- | ---------------- | ------ | -------- | ------------------- | ------ | ------ | --- |
| 2015             | 2021             | 2015   | 2021     | Charlène Renard     |        | LR     | Conseillère de gestion agricole Maire-adjointe de L'Aigle |
| 2015             | 2021             | 2015   | 2021     | Philippe Van-Hoorne |        | DVD    | Directeur général d'entreprise Maire de L'Aigle (depuis 2017) |
| 2021             | 2028             | 2021   | en cours | Véronique Louwagie  |        | LR     | Expert-comptable Députée de l'Orne (2012-2024) Ancienne conseillère générale du canton de l'Aigle-Ouest (2011-2014) Ministre déléguée chargée du Commerce, de l'Artisanat, des PME et de l'Économie sociale et solidaire |
| 2021             | 2028             | 2021   | en cours | Philippe Van-Hoorne |        | DVD    | Ancien cadre, maire de L'Aigle, président des maires de l'Orne |

### Résultats détaillés

#### Élections de mars 2015
À l'issue du 1er tour des élections départementales de 2015, deux binômes sont en ballottage : Charlène Renard et Philippe Van-Hoorne (Union de la Droite, 29,71 %) et Florence Mahe et Loup Mautin (FN, 26,81 %). Le taux de participation est de 51,99 % (4 404 votants sur 8 471 inscrits) contre 54,04 % au niveau départemental et 50,17 % au niveau national.
Au second tour, Charlène Renard et Philippe Van-Hoorne (Union de la Droite) sont élus avec 64,38 % des suffrages exprimés et un taux de participation de 51,84 % (2 483 voix pour 4 398 votants et 8 484 inscrits).

#### Élections de juin 2021
Le premier tour des élections départementales de 2021 est marqué par un très faible taux de participation (33,26 % au niveau national). Dans le canton de l'Aigle, ce taux de participation est de 31,63 % (2 658 votants sur 8 404 inscrits) contre 34,53 % au niveau départemental. À l'issue de ce premier tour, deux binômes sont en ballottage : Véronique Louwagie et Philippe Van-Hoorne (LR, 53,85 %) et Isabelle Clouché et Pierre Ristic (Union à gauche avec des écologistes, 25,97 %).
Le second tour des élections est marqué une nouvelle fois par une abstention massive équivalente au premier tour. Les taux de participation sont de 34,36 % au niveau national, 34,27 % dans le département et 32,97 % dans le canton de l'Aigle. Véronique Louwagie et Philippe Van-Hoorne (LR) sont élus avec 67,8 % des suffrages exprimés (1 756 voix pour 2 772 votants et 8 408 inscrits),,. 

## Composition

### Composition depuis 2015
Le canton de l'Aigle comprend sept communes entières.
| Nom                             | Code Insee | Intercommunalité       | Superficie (km2) | Population (dernière pop. légale) | Densité (hab./km2) | Modifier                                    |
| ------------------------------- | ---------- | ---------------------- | ---------------- | --------------------------------- | ------------------ | ------------------------------------------- |
| L'Aigle (bureau centralisateur) | 61214      | CC des Pays de L'Aigle | 18,02            | 7 771 (2022)                      | 431                | modifier les données · modifier les données |
| Chandai                         | 61092      | CC des Pays de L'Aigle | 13,73            | 681 (2022)                        | 50                 | modifier les données · modifier les données |
| Saint-Martin-d'Écublei          | 61423      | CC des Pays de L'Aigle | 11,94            | 630 (2022)                        | 53                 | modifier les données · modifier les données |
| Saint-Michel-Tubœuf             | 61432      | CC des Pays de L'Aigle | 8,73             | 576 (2022)                        | 66                 | modifier les données · modifier les données |
| Saint-Ouen-sur-Iton             | 61440      | CC des Pays de L'Aigle | 14,19            | 827 (2022)                        | 58                 | modifier les données · modifier les données |
| Saint-Sulpice-sur-Risle         | 61456      | CC des Pays de L'Aigle | 28,45            | 1 587 (2022)                      | 56                 | modifier les données · modifier les données |
| Vitrai-sous-Laigle              | 61510      | CC des Pays de L'Aigle | 11,33            | 213 (2022)                        | 19                 | modifier les données · modifier les données |
| Canton de l'Aigle               | 6101       |                        | 106,39           | 12 285 (2022)                     | 115                | modifier les données                        |

## Démographie
En 2022, le canton comptait 12 285 habitants, en évolution de −3,68 % par rapport à 2016 (Orne : −3,21 %, France hors Mayotte : +2,11 %).
| 2013   | 2018   | 2022   |
| ------ | ------ | ------ |
| 12 639 | 12 684 | 12 285 |